# Système d'avertissement

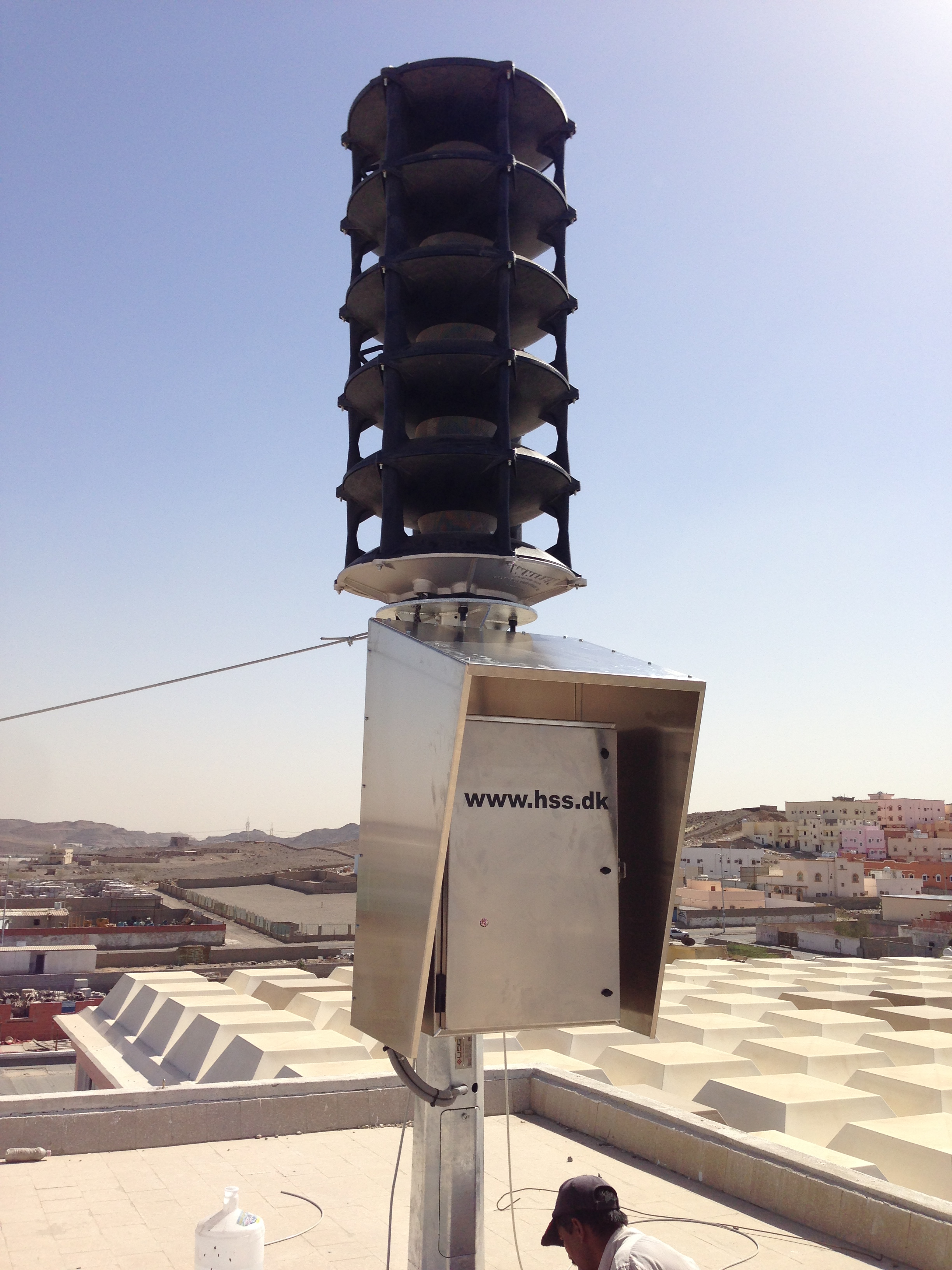
Sirène TWS 295, Arabie Saoudite

Un système d'avertissement est un système biologique ou technique employé par un individu ou un groupe pour informer d'un danger imminent. Son but est de permettre la préparation au danger et d'agir afin d'en réduire les conséquences ou l’éviter.

## Systèmes d'avertissement biologiques
- Aposématisme
- Indicateur environnemental
- Peur
- Canari des mineurs
- Douleur

## Systèmes d'avertissement de l’homme
- Alerte aux populations

### Systèmes d'avertissement civils
- Alarme incendie
- Alerte cyclonique
- Alerte d'urgence de l'Alberta (en)
- Alerte de franchissement involontaire de ligne
- Alerte enlèvement
- Automatic Warning System
- Autorité fédérale de la défense civile (en) (États-Unis)
- Avis de coup de vent
- Avis de tempête
- Avis de vent de force d'ouragan
- Emergency Alert System (États-Unis)
- Famine Early Warning Systems Network
- J-Alert (Japan)
- National Emergency Alarm Repeater (en) (États-Unis)
- National Severe Weather Warning Service (en) (Royaume-Uni)
- Programme international d'alerte précoce (en)
- Public Warning Cell Broadcast Service ou Public Warning System (Taïwan)
- Standard Emergency Warning Signal (en) (Australie)
- Système avertisseur de proximité du sol
- Système d'alerte aux tremblements de terre (en)
- Système d'alerte de tsunami
- Système d'alerte des barrages (en)
- Système d'alerte des tsunamis dans l'océan Indien
- Système d'alerte du Nord
- Système européen d'échange d'informations en cas d'urgence radiologique (Union européenne)
- Traffic Collision Avoidance System
- Train Protection & Warning System (Royaume-Uni et État de Victoria en Australie)

### Systèmes d'avertissement militaires
Parmi les systèmes anciens se trouve le système de balises byzantines au IXe siècle en Asie mineure.
La défense antimissile inclut :
- le Defense Support Program des États-Unis, qui sera remplacé par le SBIRS
- le Space-Based Infrared System des États-Unis,
- et Oko en Russie.

Le système de détection et de commandement aéroporté (les « AWACS » de l'OTAN, entre autres) sont également un système d'alerte précoce.
Les systèmes radars d'alerte précoce terrestres sont notamment :
- le Ballistic Missile Early Warning System et PAVE PAWS (en) aux États-Unis,
- Duga-3 en Russie,
- Radar Dniestr (en) (radar russe de première génération),
- Radar Daryal (radar russe de deuxième génération),
- Radar Voronej (radar russe actuel de troisième génération),
- Chain Home (Royaume-Uni, n'est plus en service),
- Chain Home Low (Royaume-Uni, n'est plus en service),
- ROTOR (en) (Royaume-Uni, n'est plus en service).

Parmi les senseurs optiques se trouvait le Bomb Alarm System américano-britannique.